# Valentin Belousov
Valentin Danilovici Belousov (în limba rusă Валентин Данилович Белоусов) (n. 20 februarie 1925 la Bălți – d. 23 iulie 1988) a fost un matematician  din Republica Moldova, doctor habilitat (1966), membru corespondent al Academiei de Științe Pedagogice din URSS (1968). Este laureat al premiului de stat al RSS Moldovenești (1982).

## Biografie
A elaborat lucrări consacrate teoriei cvasigrupurilor, teoriei ecuațiilor funcționale, analizei combinatorii. A pus bazele teoriei cvasigrupurilor și buclelor.
A fondat Școala de teorie a cvasigrupurilor în  Uniunea Sovietică.

## Cărți publicate
- Bazele teoriei quasigrupurilor și buclelor, Moscova, 1967;
- Rețele algebrice și quasigrupuri, Chișinău, 1971;
- Quasigrupuri n-are, Chișinău, 1972;
- Configurații în rețele algebrice, Chișinău, 1979.